# Suzuki Junya
Suzuki Junya (sinh ngày 2 tháng 5 năm 1996) là một cầu thủ bóng đá người Nhật Bản.

## Sự nghiệp câu lạc bộ
Suzuki Junya hiện đang chơi cho Thespakusatsu Gunma.